# Kwas 2,4,5-trichlorofenoksyoctowy
2,4,5-T (kwas 2,4,5-trichlorofenoksyoctowy) – organiczny związek chemiczny stosowany jako fitotoksyczny bojowy środek trujący. Jest etatowym środkiem trującym armii USA. Stosowany w wojnie wietnamskiej. Określany przez żołnierzy amerykańskich "mordercą buszu" – bush-killer.

## Właściwości chemiczne
2,4,5-T trudno rozpuszcza się w wodzie (rozpuszczalność – 238 mg/kg przy 30 °C), łatwo w alkoholu, eterze, acetonie. Sole metali alkalicznych dobrze rozpuszczają się w wodzie.

## Działanie toksyczne
2,4,5-T może być stosowany w postaci czystej lub w mieszaninach z innymi fitotoksycznymi bojowymi środkami trującymi. Jest składnikiem mieszanki czerwonej i pomarańczowej. Może być używany w postaci emulsji lub roztworów. Zalicza się go do defoliantów. Powoduje zbyt szybki rozwój roślin, co prowadzi do ich obumierania. Działa na rośliny jednoroczne i wieloletnie (zarówno młode jak i rozwinięte). Jest wchłaniany przez liście, łodygi, system korzeniowy. Utrzymuje się w glebie przez okres od 2 do 15 tygodni. Do niszczenia lasów w Wietnamie był stosowany w ilościach rzędu 3,5 kg/ha.
Jest szkodliwy dla ludzi. Powoduje m.in. spadek przeżywalności przy urodzeniu. Dawka referencyjna dla chronicznego narażenia doustnego (według IRIS) – 10-2 mg/kg*dzień. Przy krótkim kontakcie powoduje zaczerwienienie i ból oczu, senność, a także ból głowy, nudności